# 클레오파트라 3세 필로메토르 소테이라

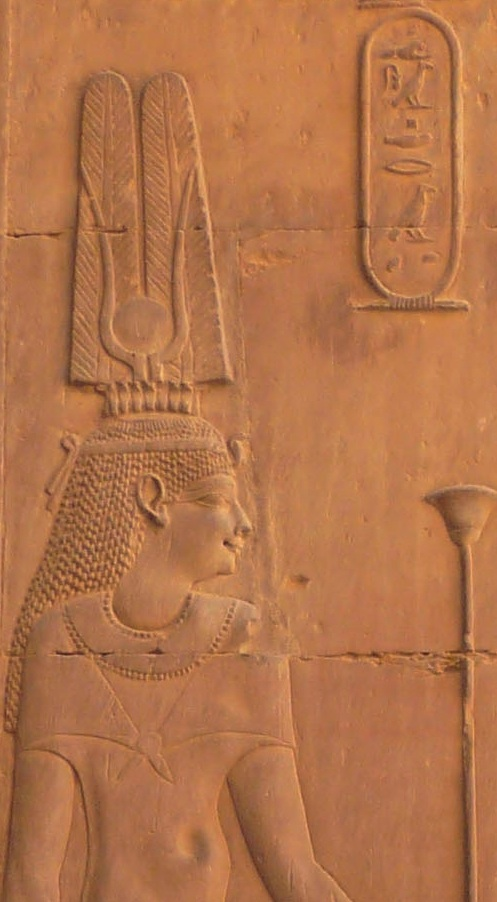

클레오파트라 3세(그리스어:Κλεοπάτρα Γ', 영어:Cleopatra III Philometor Soteira Dikaiosyne Nikephoros 'Kokke', 기원전 161년 - 기원전 101년)는 고대 이집트 프톨레마이오스 왕조의 파라오 여왕이다. 아버지는 프톨레마이오스 6세이고 어머니는 클레오파트라 2세이다. 프톨레마이오스 8세 퓌스콘의 질녀이며 아내이다. 또한 프톨레마이오스 9세 소테르 2세 라튀로스, 프톨레마이오스 10세 알렉산드로스, 클레오파트라 4세, 클레오파트라 세레네 1세의 어머니이다.

## 생애
기원전 142년 퓌스콘은 클레오파트라 2세를 버리고 클레오파트라 3세와 결혼했다. 이것이 계기가 되어, 기원전 131년 클레오파트라 2세와 내전에 휩싸였다. 기원전 127년에는 클레오파트라 2세를 시리아로 잠시 몰아내었으나, 기원전 124년에 클레오파트라 2세와 화해를 하여 3명(퓌스콘, 클레오파트라 2세, 클레오파트라 3세)의 지배 체제로 돌아왔다.
기원전 116년 퓌스콘은 유언에서, 클레오파트라 3세가 지명하는 사람을 후계자로 한다고 하였기 때문에 그녀는 자신이 마음에 들어하는 아들인 알렉산드로스의 옹립을 꾀했다. 그러나 알렉산드리아의 시민은 장자인 라튀로스를 원하였으므로 어쩔 수 없이 라튀로스를 공동의 파라오로 임명했다. 그래도 섭정으로서 실권을 장악한 그녀는, 눈에 거슬리는 라튀로스의 아내 클레오파트라 4세를 추방하였다. 또한 자식들과 불화가 계속되는 가운데 기원전 110년에는 알렉산드로스를 옹립하였다가 그 다음 해에 라튀로스를 복귀 시키는 등 혼란을 불러왔다.
기원전 107년 그녀는 또 다시 알렉산드로스를 옹립하였다. 그러나 기원전 101년에 어머니의 정치개입에 신물이 난 알렉산드로스는 그녀를 살해하고 형인 라튀로스와 화해한다.

## 관련 문헌
- J. Whitehorne, Cleopatras, 1994, p. 121-148.

| 전임 프톨레마이오스 8세 퓌스콘 (+클레오파트라 2세) | 프톨레마이오스 왕조 클레오파트라 3세 (+프톨레마이오스 8세 퓌스콘, 클레오파트라 2세) 1차 기원전 142년 - 기원전 131년 | 후임 클레오파트라 2세 |

| 전임 클레오파트라 2세 | 프톨레마이오스 왕조 클레오파트라 3세 (+퓌스콘, 클레오파트라 2세, 라튀로스, 알렉산드로스) 2차 기원전 127년 - 기원전 101년 | 후임 프톨레마이오스 10세 알렉산드로스 |